# Côtes-de-thau
Les côtes-de-thau, anciennement « vin de pays des côtes de Thau », est un vin français d'indication géographique protégée de zone, produit dans le département de l'Hérault.

## Histoire
Le bassin de Thau est occupé depuis la fin du néolithique. L'implantation y devient manifeste à la fin de l'âge du bronze.
Vers 50 apr. J.-C., l'étang de Thau est un centre économique et social important. 
Au XVIIe siècle, la culture de la vigne se développe autour du bassin. Le cépage utilisé est le terret B, un cépage traditionnel languedocien. 
La production est importante. Elle est dominée par la production d'un vin blanc de type oxydatif. Ce dernier est utilisé pour préparer des apéritifs de type vermouth. Le cœur de la production se situe sur la commune de Marseillan. 
La zone obtient l'IGP en 1981. L'IGP Côtes-de-thau est marquée par une plus forte production de vin blanc que de vin rouge, ce qui n'est pas fréquent.

## Géographie

### Aire de l'IGP

#### Les communes de l'Hérault

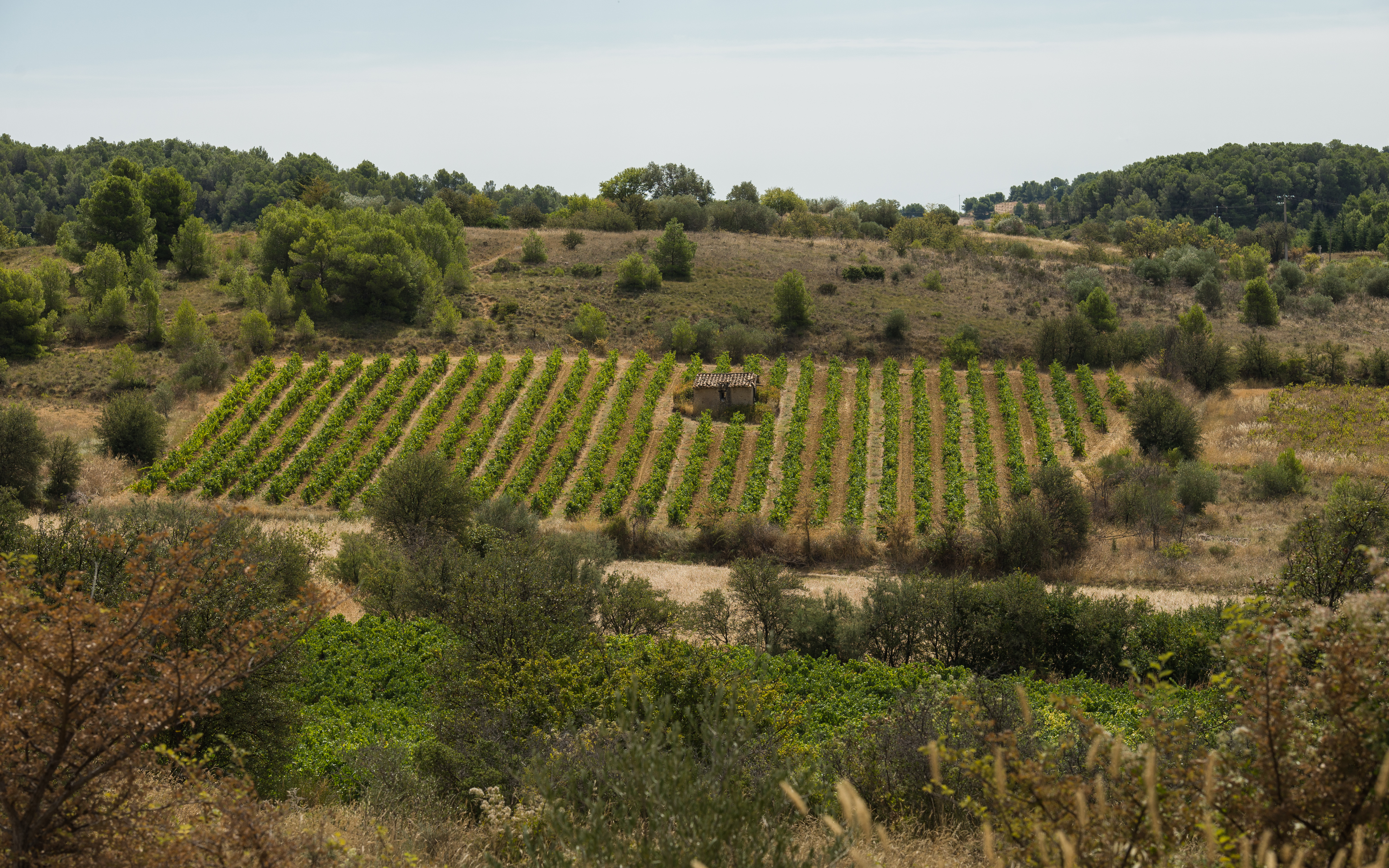
Vignoble de l'IGP à Castelnau-de-Guers

Six communes sont concernées dans l'Hérault : Agde, Castelnau-de-Guers, Florensac, Marseillan, Pinet et Pomérols
Les communes d'Agde et de Marseillan peuvent produire l'appellation Côtes de Thau Cap d'Agde.

### Climat
Le climat de la zone est largement influencé par la présence de l'étang de Thau à proximité. Ce dernier est en effet comme une petite mer intérieure d'une vingtaine de kilomètres. 
La pluviométrie annuelle moyenne est de l'ordre de 600 mm. Mais les précipitations ne sont pas répartis de la même manière dans le temps. Elles sont fortes en automne et en hiver, et faibles en été. Cette faiblesse des pluies estivale, qui pourrait représenter un risque pour la végétation en termes de stress hydrique, est compensée par la brise marine qui permet une évaporation plus faible. 
Enfin, en termes de température, la présence d'une large étendue d'eau permet d'atténuer la rigueur du climat méditerranéen.

## Vignoble

### Encépagement

#### Cépages noirs

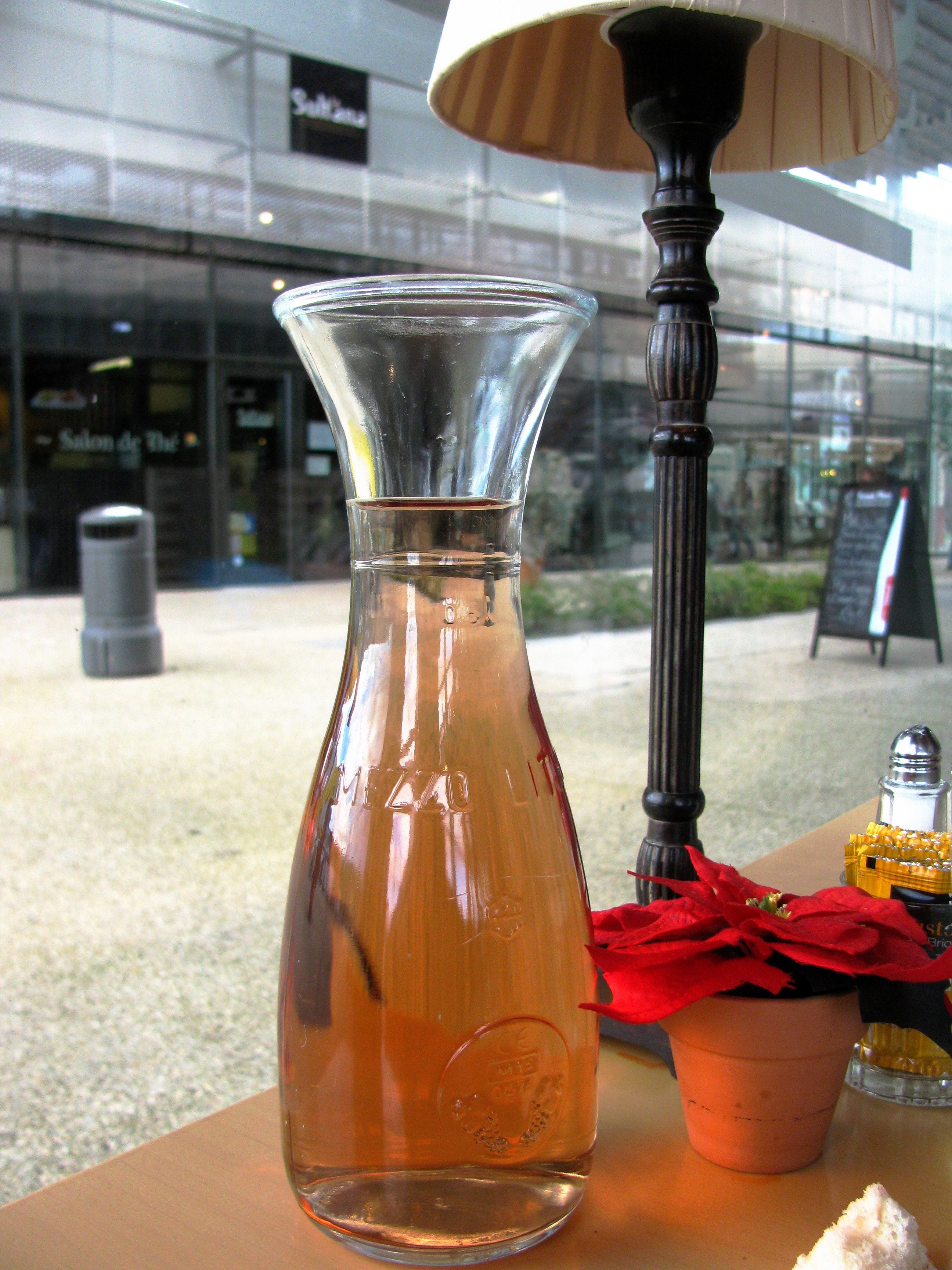
Côtes-de-thau rosé en carafe

Les cépages noirs utilisés sont : l'Alicante Henri Bouschet N, l'Alphonse lavallée N, l'Aramon N, l'Arinarnoa N, l'Aubun N, le Cabernet franc N, le Cabernet-Sauvignon N, le Caladoc N, le Carignan N, le Carmenère N, le Chambourcin N, le Chenanson N, le Cinsaut N, le Couderc noir N, le Cot N, le Counoise N, l'Egiodola N, le Fer N, le Gamay N, le Gamay de Chaudenay N, le Grenache N, le Landal N, le Lival N, le Lledoner pelut N, le Maréchal Foch N , le Marselan N, le Meunier N, le Merlot N, la Mondeuse N, le Morrastel N, le Mourvèdre N, le Muscardin N, le Muscat de Hambourg N, la Négrette N, le Nielluccio N, le Petit Verdot N, le Pinot noir N, le Piquepoul noir N, le Plant droit N, le Portan N, le Rivairenc N, le Sciaccarello N, le Syrah N, le Tannat N, le Tempranillo N, le Terret noir N et le Villard noir N.

#### Cépages gris
Les cépages gris utilisés sont : l'Aramon gris G, le Grenache gris G, le Pinot gris G, le Piquepoul gris G, le Sauvignon gris G et le Terret gris G. 

#### Cépages blancs
Les cépages blancs utilisés sont : l'Altesse B, l'Alvarinho B, l'Aramon blanc B, l'Aranel B, l'Arvine B, l'Auxerrois B, le Baco blanc B, le Bourboulenc B, le Carignan blanc B, le Chardonnay B, le Chasan B, le Chasselas B, le Chenin B, la Clairette B, le Clarin B, le Colombard B, le Danlas B, le Grenache blanc B, le Gros Manseng B, le Jurançon blanc B,  le Listan B, le Macabeu B,  le Marsanne B, le Mauzac B, le Müller-Thurgau B, le Muscadelle B, le Muscat à petits grains blancs B, le Muscat d'Alexandrie B, le Petit Manseng B, le Picardan B, le Piquepoul blanc B, le Parellada B, le Ravat blanc B, le Rayon d’or B, le Riesling B, le Rivairenc blanc B, la Roussanne B, le Sauvignon B, le Semillon B, le Servant B, le Seyval B ; le Sylvaner B, le Terret blanc B, l'Ugni blanc B, le Valérien B, le Vermentino B, le Villard blanc B,  le Viognier B et le Verdelho B.

#### Cépages rosés
Les cépages rosés utilisés sont : le Chasselas rose Rs, la Clairette rose Rs, le Gewurztraminer Rs, le Muscat à petits grains Rosés Rs, le Rubilande Rs et le Savagnin rose Rs.

#### Cépages rouges
Les cépages rouges utilisés sont : le Cardinal Rg et le Muscat à petits grains rouges Rg,

### Types de vin
Il existe 18 labellisations différentes :
- Côtes de Thau blanc[1]
- Côtes de Thau rosé[2]
- Côtes de Thau rouge[3]
- Côtes de Thau mousseux de qualité blanc[4]
- Côtes de Thau mousseux de qualité rosé[5]
- Côtes de Thau mousseux de qualité rouge[6]
- Côtes de Thau primeur ou nouveau blanc[7]
- Côtes de Thau primeur ou nouveau rosé[8]
- Côtes de Thau primeur ou nouveau rouge[9]
- Côtes de Thau Cap d'Agde blanc[10]
- Côtes de Thau Cap d'Agde rosé[11]
- Côtes de Thau Cap d'Agde rouge[12]
- Côtes de Thau Cap d'Agde mousseux de qualité blanc[13]
- Côtes de Thau Cap d'Agde mousseux de qualité rosé[14]
- Côtes de Thau Cap d'Agde mousseux de qualité rouge[15]
- Côtes de Thau Cap d'Agde primeur ou nouveau blanc[16]
- Côtes de Thau Cap d'Agde primeur ou nouveau rosé[17]v
- Côtes de Thau Cap d'Agde primeur ou nouveau rouge[18]

### Production et structure des exploitations
En moyenne, la production est d'environ 55 000 hectolitres chaque année dans 4 caves coopératives et 13 exploitations particulières.

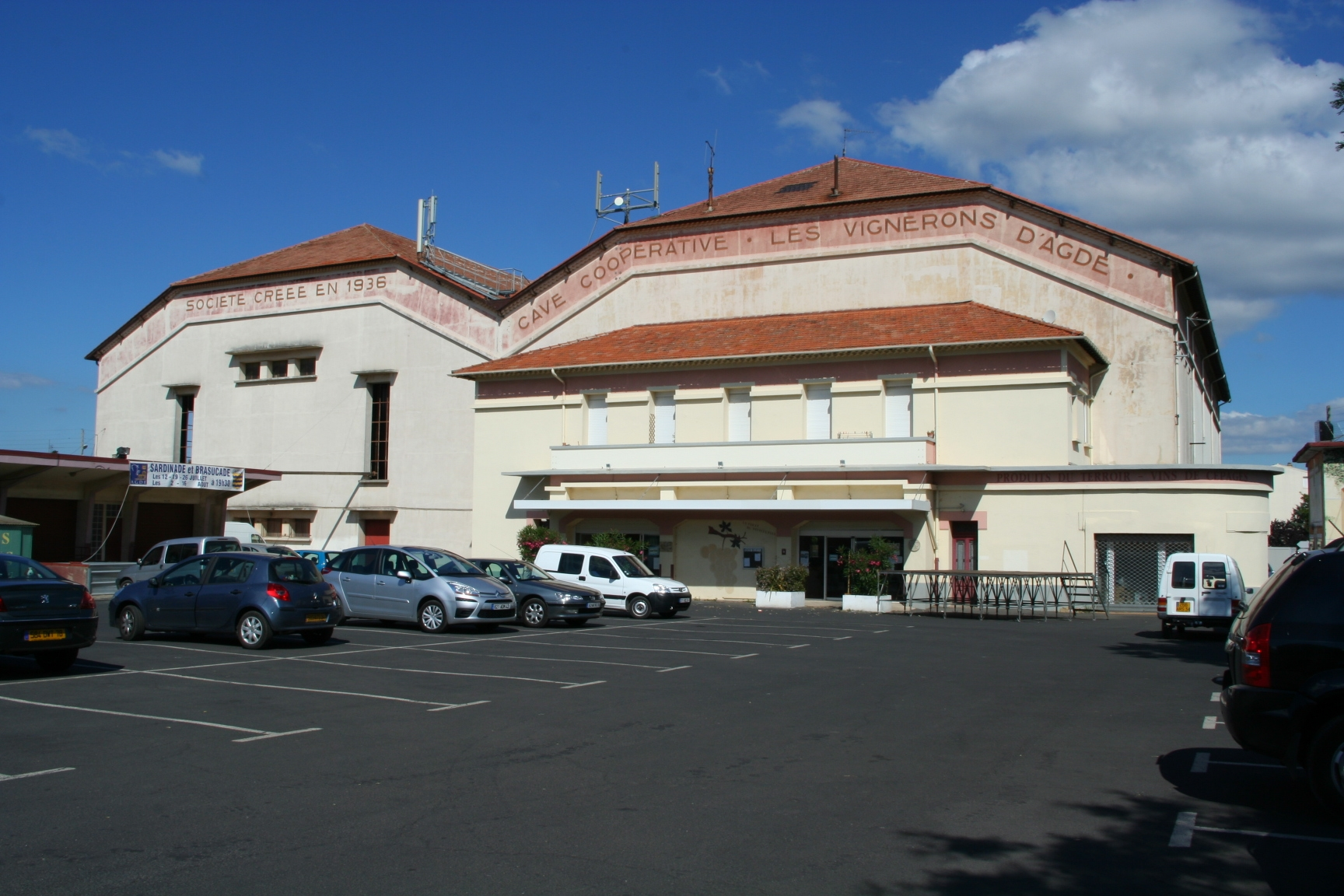
Cave coopérative d'Agde.